# Tróc vảy
Tế bào thượng bì được thay thế mỗi 27 ngày. Sản phẩm cuối của quá trình toàn tiết (holocrine) này là lớp sừng, là lớp ngoài cùng của da và không chứa hạt nhân và bị mất đi mà không cảm thấy được. Khi tốc độ tăng sinh của tế bào thượng bì cao, như trong bệnh vảy nến, lớp sừng không được hình thành như bình thường mà các lớp ngoài cùng của da vẫn còn chứa hạt nhân (á sừng), biểu hiện như là vảy trên lâm sàng, và hiện tượng này được gọi là tróc vảy (tiếng Anh: desquamation, scaling). Vì vậy vảy là các mảnh của lớp sừng. Chúng có thể rộng (như màng) hay nhỏ (như bụi), dính hay lỏng lẻo. Vảy dày và dính tạo cảm giác sạn (như giấy nhám) do tăng lớp sừng khu trú và là đặc điểm của dày sừng do nắng (solar ketarosis).